# Michele Mortellari
Michele Mortellari (Palerm, Sicília, 1750 - Londres, Regne Unit, 27 de març de 1810) fou un compositor italià del Classicisme.
A Nàpols fou deixeble de Piccinni, i als vint anys feu representar la seva primera òpera, Troia distruita, que fou molt ben rebuda pel públic. A aquesta li seguiren:
- Didone abbandonata (1771);
- Le astuzie amorose (1775);
- Don Gualterio in civetta (1776);
- Ezio (1777);
- Armida (1778);
- Il barone di Lago Nero (1780);
- Antigone (1782);
- La fata benefica (1784);
- Semiramide (1785);
- L'infanta supposta (1785).